# Tibiana ramosa
Tibiana ramosa är en ringmaskart som beskrevs av Jean-Baptiste Lamarck 1816. Tibiana ramosa ingår i släktet Tibiana och familjen Eunicidae. Inga underarter finns listade i Catalogue of Life.